# Palazzo Schönborn
Il palazzo Schönborn  (Schönborner Hof) è una corte nobile di Magonza. Fu la sede della nobile famiglia degli Schönborn, importante nella Magonza elettorale dopo la fine della guerra dei trent'anni.

## Descrizione
Il palazzo Schönborn fu costruito tra il 1668 e il 1670 all'estremità nord-occidentale di quello che all'epoca era il Thiermarkt (l'attuale Schillerplatz). Nonostante le somiglianze strutturali con i palazzi rinascimentali costruiti in stile tardo rinascimentale, fu il primo Adelshof di Magonza ad essere stato costruito nel nuovo stile barocco. Servì come Residenza ufficiale a Magonza dei Conti von Schönborn, che originariamente provenivano dai Taunus e in seguito furono attivi principalmente in Franconia.
Il proprietario era il consigliere privato di Magonza Philipp Erwein von Schönborn, il fratello minore dell'allora elettore e arcivescovo Johann Philipp von Schönborn. Il capomastro Clemens Hinck di Magonza progettò l'edificio principale. Dietro c'era probabilmente l'edificio del consigliere di Marienberg (in seguito Zum Römischer Kaiser) a Liebfrauenplatz, Edmund Rokoch. La somiglianza delle facciate con i timpani e le vetrate rafforza questa visione. A quel tempo, il palazzo aveva solo un piano superiore con timpani rinascimentali. Anche gli architetti Dientzenhofer, l'architetto di famiglia dei Bamberga, nonché per le successive conversioni Maximilian von Welsch e Balthasar Neumann, sono considerati consulenti stilistici.

## Giardini
L'edificio aveva ampi giardini barocchi, il cosiddetto giardino di Schönborn nello stile francese. Questi furono descritti più dettagliatamente da Nikolaus Person (prima del 1648-1710), un importante cartografo e incisore di Magonza, nel suo speculum Novum architectureuae. Le strutture in tre parti a lato dell'edificio principale comprendevano l'intera area della grande piazza e l'ex caserma sulla Münsterstrasse. Confinava a ovest con Altmünsterstrasse e a sud con il monastero delle monache di Santa Maria Maddalena.
Quasi tutte le famiglie nobili di Magonza avevano all'epoca grandi giardini, che confinavano con le colline adiacenti e quindi erano generalmente terrazzati. Il giardino di Schönborn era già modellato sulle forme del giardino barocco francese: parterre di broderie, giochi d'acqua, fontane e casetta da giardino con logge.

## Espansione
Le prime estensioni avvennero già nel 1706 e nel 1773 il complesso fu integrato dal cosiddetto Wichernhaus. Verso la fine del XVIII secolo, nel 1798, la corte fu convertita in caserma e ospedale sotto il dominio francese. Nel XIX secolo il palazzo divenne un casinò per ufficiali. Fu alzato con un secondo piano e perse i suoi frontoni caratteristici.
I giardini furono abbandonati nel 1863 quando furono costruiti il vicino emporio alimentare e la caserma del principe Carlo. Nell'estate del 2002 fu trovata una fontana barocca come ultimo residuo del giardino.

## Distruzione e ricostruzione
Dopo i gravi danni patiti nel corso della seconda guerra mondiale, il secondo piano venne rimosso e il palazzo tornò alle condizioni del XVII secolo.

## Utilizzo attuale
Già nel 1946 a Magonza fu istituito un centro di studi francese, Raymond Schmittlein (Direttore generale degli affari culturali nella zona di occupazione francese), che in seguito prese il nome di Maison de France e trovò una collocazione prestigiosa nel palazzo Schönborn. Oggi è la sede dell'Institut français.
Fin dalla sua istituzione, lo scopo dell'istituto o della "Maison" è stato quello di far conoscere meglio la cultura francese, la lingua e la Francia e di lavorare per l'ulteriore sviluppo dello scambio interculturale. Oltre ai corsi di lingua e ad un variegato programma culturale, una grande biblioteca multimediale offre ora una vasta selezione di oltre 12.000 media in lingua francese, oltre alle opere letterarie classiche e ai libri moderni sui problemi attuali e le sfide della società odierna in Francia. Qui è possibile leggere i giornali e le riviste francesi più famosi come Le Monde, Libération, Paris Match o l'Histoire. La biblioteca multimediale offre anche una vasta selezione di film e CD, oltre a 1.500 libri e fumetti per i giovani e un reparto per bambini.
Nel 1994 è stato istituito un cinema comunale con il nome di CinéMayence, gestito dalla Mainzer Verein AG Stadtkino e. V. in una sala che era stata utilizzata come sala cinematografica dell'istituto già negli anni 1950.
Inoltre, l'Università di Magonza utilizza parti dell'edificio da diversi anni.
Dal 1995, il fondo universitario statale della Renania-Palatinato è ospitato nel Wichernhaus del palazzo.